# Деа Лоер
Деа Лоер (на немски: Dea Loher) е немска писателка, авторка на пиеси и романи.

## Биография
Деа Лоер е родена през 1964 г. в Траунщайн, Горна Бавария като дъщеря на лесничей.
Следва германистика и философия в Мюнхенския университет Лудвиг-Максимилиан. Завървшва като магистър през 1988 г. и прекарва една година в Бразилия.
През 1990 г. преминава курс на обучение по „сценично писане“ при Хайнер Мюлер в Университета по изкуствата в Берлин.
Първата ѝ пиеса „Пространството на Олга („Olgas Raum“) е поставена още през 1991 г. в Театър „Ернст Дойч“ в Хамбург.
Днес Деа Лоер живее и работи в Берлин.
За творчеството си получава много литературни отличия, включително „Наградата Йозеф Брайтбах“.
От 2013 г. е член на Немската академия за език и литература в Дармщат.

### Пиеси
- Tätowierung, 1992
- Olgas Raum, 1992
- Leviathan, 1993
- Fremdes Haus, 1995
- Adam Geist, 1998
- Blaubart - Hoffnung der Frauen, 1997
- Manhattan Medea, 1999
- Berliner Geschichte, 2000
- Klaras Verhältnisse, 2000
- Der dritte Sektor, 2001
- Magazin des Glücks, 2001–2002
- Unschuld, 2003
- Das Leben auf der Praca Roosevelt, 2004
- Quixote in der Stadt, 2005
- Land ohne Worte, 2007
- Das letzte Feuer, 2008
- Diebe, 2010
- Am Schwarzen See, 2012
- Gaunerstück, 2015

### Проза
- Hundskopf, 2005
- Bugatti taucht auf, 2012

## Награди и отличия
- 1991: Dramatikerpreis der Hamburger Volksbühne für Olgas Raum
- 1993: Stücke-Förderpreis des Goethe-Instituts (für Tätowierung in der Inszenierung von Friderike Vielstich am Theater Oberhausen)
- 1993: Preis der Frankfurter Autorenstiftung
- 1993: Wahl zur Nachwuchsdramatikerin des Jahres in Theater heute
- 1994: Wahl zur Nachwuchsdramatikerin des Jahres in Theater heute
- 1995: Förderpreis für junge Dramatiker zum Schiller-Gedächtnispreis
- 1997: Jakob-Michael-Reinhold-Lenz-Preis für Dramatik (für Adam Geist)
- 1997: „Награда Герит Енгелке“
- 1998: „Мюлхаймска награда за драматургия“ (für Adam Geist)
- 2005: „Награда Елзе Ласкер-Шюлер за драматургия“
- 2006: „Награда Бертолт Брехт“
- 2008: „Мюлхаймска награда за драматургия“ (für Das letzte Feuer)
- 2008: Auszeichnung Stück des Jahres für Das letzte Feuer, ausgewählt von der Jury der Fachzeitschrift Theater Heute
- 2009: „Берлинска литературна награда“
- 2009: „Награда Марилуизе Флайсер“
- 2013: Ludwig-Mülheims-Theaterpreis[2]
- 2014: tadtschreiber von Bergen
- 2017: „Награда Йозеф Брайтбах“